# Havering and Redbridge (circonscription électorale de Londres)
Circonscription territorial de 
l'Assemblée de Londres
Havering and Redbridge est une circonscription territorial de la London Assembly.
Elle recouvre les borough londoniens de Havering et Redbridge.
Son siège est actuellement détenu par Keith Prince du Parti conservateur.

## Membres de l'Assemblée
| Élection | Élection | Membre       | Parti        | Portrait |
| -------- | -------- | ------------ | ------------ | -------- |
|          | 2000     | Roger Evans  | Conservateur |          |
|          | 2016     | Keith Prince | Conservateur |          |

## Résultats de l'élection
| Parti                        | Parti                        | Candidat                     | Voix    | %    | ±    |
| ---------------------------- | ---------------------------- | ---------------------------- | ------- | ---- | ---- |
|                              | Conservateur                 | Keith Prince                 | 64,483  | 37,7 | +0.1 |
|                              | Travailliste                 | Ivana Bartoletti             | 63,045  | 36,9 | +2.1 |
|                              | UKIP                         | Lawrence Webb                | 26,788  | 15,7 | +9.0 |
|                              | Green                        | Lee Burkwood                 | 9,617   | 5,6  | +1.9 |
|                              | Libéral Démocrate            | Ian Sanderson                | 7,105   | 4,1  | -0.4 |
| Majorité                     | Majorité                     | Majorité                     | 1,438   | 0,8  | -1.9 |
| Total des suffrages exprimés | Total des suffrages exprimés | Total des suffrages exprimés | 171,038 | 99   | +0.4 |
| Votes nuls                   | Votes nuls                   | Votes nuls                   | 1768    | 1    | -0.4 |
| Participation                | Participation                | Participation                | 172,806 | 45   | +8.1 |

| Parti                        | Parti                            | Candidat                     | Voix    | %    | ±     |
| ---------------------------- | -------------------------------- | ---------------------------- | ------- | ---- | ----- |
|                              | Conservateur                     | Roger Evans                  | 53,285  | 37,6 | -10.1 |
|                              | Travailliste                     | Mandy Richards               | 49,346  | 34,8 | +13.3 |
|                              | UKIP                             | Lawrence Webb                | 9,471   | 6,7  | -0.7  |
|                              | Residents' Association of London | Malvin Brown                 | 8,239   | 5,8  | N/A   |
|                              | Libéral Démocrate                | Farrukh Islam                | 6,435   | 4,5  | -3.0  |
|                              | BNP                              | Robert Taylor                | 5,234   | 3,7  | N/A   |
|                              | Green                            | Haroon Said                  | 5,207   | 3,7  | -1.9  |
|                              | Démocrates anglais               | Mark Twiddy                  | 2,573   | 1,8  | -2.1  |
|                              | National Front                   | Richard Edmonds              | 1,936   | 1,4  | N/A   |
| Majorité                     | Majorité                         | Majorité                     | 3,939   | 2,7  | -22.9 |
| Total des suffrages exprimés | Total des suffrages exprimés     | Total des suffrages exprimés | 141,726 | 98.6 |       |
| Votes nuls                   | Votes nuls                       | Votes nuls                   | 1,993   | 1.4  |       |
| Participation                | Participation                    | Participation                | 143,759 | 36,9 | -8.6  |

| Parti         | Parti                         | Candidat             | Voix    | %    | ±     |
| ------------- | ----------------------------- | -------------------- | ------- | ---- | ----- |
|               | Conservateur                  | Roger Evans          | 78,493  | 46,7 | +13.1 |
|               | Travailliste                  | Balvinder Saund      | 35,468  | 21,1 | –0.6  |
|               | Libéral Démocrate             | Farrukh Islam        | 12,443  | 7,4  | –6.8  |
|               | UKIP                          | Lawrence Webb        | 12,203  | 7,3  | –6.9  |
|               | Green                         | Ashley Gunstock      | 9,126   | 5,4  | +0.7  |
|               | Démocrates anglais            | Leo Brookes          | 6,487   | 3,9  | N/A   |
|               | Christian (Christian Peoples) | Paula Warren         | 5,533   | 3.3  | +1.0  |
|               | Indépendant                   | Peter Thorogood      | 3,450   | 2,1  | +0.9  |
|               | Left List                     | Carole Vincent       | 1,473   | 0,9  | N/A   |
| Majorité      | Majorité                      | Majorité             | 43,025  | 25,6 | +12.7 |
| Participation | Participation                 | Participation        | 167,922 | 45,5 | +8.6  |
|               | Conservateur retenir          | Conservateur retenir | Swing   |      |       |

| Parti         | Parti                            | Candidat             | Voix    | %    | ±    |
| ------------- | -------------------------------- | -------------------- | ------- | ---- | ---- |
|               | Conservateur                     | Roger Evans          | 44,723  | 34,6 | –3.0 |
|               | Travailliste                     | Keith Darvill        | 28,017  | 21,7 | –8.3 |
|               | UKIP                             | Lawrence Webb        | 18,297  | 14,2 | N/A  |
|               | Libéral Démocrate                | Matthew Lake         | 13,646  | 10,6 | –2.3 |
|               | Residents' Association of London | Malvin Brown         | 6,925   | 5,4  | –6.4 |
|               | Green                            | Ashley Gunstock      | 6,009   | 4,7  | –1.6 |
|               | Respect                          | Abdurahman Jafar     | 5,185   | 4,0  | N/A  |
|               | Christian Peoples                | Juliet Hawkins       | 2,917   | 2,3  | N/A  |
|               | Third Way                        | David Stephens       | 2,031   | 1,6  | N/A  |
|               | Indépendant                      | Peter Thorogood      | 1,597   | 1,2  | N/A  |
| Majorité      | Majorité                         | Majorité             | 16,706  | 12,9 | +5.4 |
| Participation | Participation                    | Participation        | 129,347 | 36,9 | +6.1 |
|               | Conservateur retenir             | Conservateur retenir | Swing   |      |      |

| Parti         | Parti                                  | Candidat        | Voix    | %    | ±   |
| ------------- | -------------------------------------- | --------------- | ------- | ---- | --- |
|               | Conservateur                           | Roger Evans     | 40,919  | 37,5 | N/A |
|               | Travailliste                           | Chris Robbins   | 32,650  | 30,0 | N/A |
|               | Libéral Démocrate                      | Geoffrey Seeff  | 14,028  | 12,9 | N/A |
|               | Havering Residents Association         | Ian Wilkes      | 12,831  | 11,8 | N/A |
|               | Green                                  | Ashley Gunstock | 6,803   | 6,2  | N/A |
|               | London Socialist                       | George Taylor   | 1,744   | 1,6  | N/A |
| Majorité      | Majorité                               | Majorité        | 8,269   | 7,5  | N/A |
| Participation | Participation                          | Participation   | 108,975 | 30,8 | N/A |
|               | Conservateur vainqueur (nouveau siège) |                 |         |      |     |